# Tinker Brook (Hyndburn Brook)
Der Tinker Brook ist ein Wasserlauf in Lancashire, England. Er entsteht als Cocker Brook an der Nordseite des Oswaldwistle Moor und fließt in nördlicher Richtung. Südlich von Oswaldwistle durchfließt er zwei unbenannte Seen von Süd nach Nord und ist danach ein kurzes Stück als Jackhouse Brook bekannt. Er wechselt dann aber seinen Namen zu Tinker Brook, unter dem er durch Oswaldwistle fließt und bei seinem Zusammentreffen mit dem White Ash Brook den Hyndburn Brook bildet.